# سعد الأول بن عبد الرحمن بن فيصل آل سعود
الأمير سعد الأول بن عبد الرحمن بن فيصل آل سعود (1890 - 1915) الأخ الشقيق للملك عبد العزيز والابن السادس للإمام عبد الرحمن بن فيصل آل سعود. قتل في معركة كنزان سنة 1333 هـ - 1915والدته هي الأميرة سارة بنت أحمد الكبير السديري سمي بسعد الأول إذ ولد لإبيه بعد ذلك ولد أسماه سعد الثاني بن عبد الرحمن بن فيصل آل سعود أيضًا.

## أخوانه
- الأمير فيصل بن عبد الرحمن بن فيصل آل سعود
- الأمير فهد بن عبد الرحمن بن فيصل آل سعود
- الأمير خالد بن عبد الرحمن بن فيصل آل سعود
- الأمير تركي بن عبد الرحمن بن فيصل آل سعود
- الملك عبد العزيز بن عبد الرحمن بن فيصل آل سعود
- الأمير محمد بن عبد الرحمن بن فيصل آل سعود
- الأمير عبد الله بن عبد الرحمن بن فيصل آل سعود
- الأمير عبد المحسن بن عبد الرحمن بن فيصل آل سعود
- الأمير سعود بن عبد الرحمن بن فيصل آل سعود
- الأمير أحمد بن عبد الرحمن بن فيصل آل سعود
- الأمير مساعد بن عبد الرحمن بن فيصل آل سعود
- الأمير سعد الثاني بن عبد الرحمن بن فيصل آل سعود
- الأميرة شيخة بنت عبد الرحمن بن فيصل آل سعود

### زوجاته
- الأميرة الجوهرة بنت سعد السديري. والدة الأمير سعود، والأميرة سارة.
- الأميرة سارة بنت عبد الله بن عبد اللطيف آل الشيخ. والدة الأمير فهد الأول، الأمير محمد، الأمير فيصل، والأمير فهد الثاني.
- الأميرة جهير بنت سعود بن مفلح بن دخيل بن جذلان بن محمد بن ناصر بن علي الكثيري اللامي الطائي[2] (من الأفلاج).

### أبنائه وبناته
- الأمير سعود بن سعد الأول بن عبد الرحمن آل سعود. (كان متزوج من الأميرة العنود بنت عبدالعزيز آل سعود (مطلقة)
- الأمير سعود بن سعد الأول بن عبد الرحمن آل سعود. وله من الأبناء الأميرة الجوهرة، الأمير عبد الله (متزوج من الأميرة منيرة بنت سعود بن عبد الرحمن آل سعود وله من الأبناء الأمير سعود، والأمير تركي، والأمير محمد، والأمير خالد، والأميرة هيا)، الأمير بندر، الأمير متعب، الأمير نواف، الأمير سعد، الأميرة منيرة.
- الأميرة سارة بنت سعد الأول بن عبد الرحمن آل سعود. متزوجة من الأمير محمد بن عبد العزيز آل سعود ولها من الأبناء الأمير فهد، الأمير بندر، الأمير عبد الرحمن، الأميرة حصة، الأميرة منيرة، الأمير عبد الله، الأمير سعد، الأمير عبد العزيز، الأميرة موضي، الأمير بدر، والأميرة العنود.
- الأمير فهد الأول بن سعد الأول بن عبد الرحمن آل سعود.
- الاميرة نورة بنت سعد الأول بن عبد الرحمن آل سعود.
- الأمير محمد بن سعد الأول بن عبد الرحمن آل سعود.
- الأمير فيصل بن سعد الأول بن عبد الرحمن آل سعود. متزوج من الأميرة سارة بنت عبد العزيز آل سعود وله من الأبناء الأمير محمد ، الأميرة منيرة ، الأميرة حصة ، الأمير عبدالرحمن ، الأمير عبدالله ، الأمير تركي ، الأمير سعد [وله من الأبناء الأمير فهد ، الأمير عبدالرحمن (متزوج من الأميرة الجوهرة بنت خالد بن سعد بن عبد العزيز آل سعود) ، الأميرة نورة ، الأمير عبدالعزيز ، الأمير فيصل (متزوج من الأميرة سلطانة بنت خالد بن بندر بن محمد بن عبدالعزيز آل سعود[3]) ، الأميرة الجوهرة (متزوجة من الأمير سلمان بن عبدالله بن فيصل بن تركي بن جلوي آل سعود[4]) ، الأميرة سارة ، الأمير محمد (متزوج من الأميرة هالة بنت احمد بن عبدالله بن عبدالرحمن آل سعود[5]) ، الأمير عبدالله] ، الأميرة الجوهرة (متوفاة)[6]، والأمير خالد (متوفى؛[7] وصلي عليه يوم الإثنين الموافق 20 جمادى الأولى 1442 هـ،[8] متزوج من الأميرة البندري بنت سلطان بن عبد العزيز آل سعود وله من الأبناء الأمير تركي(متزوج من كريمة الأمير فهد بن عبدالله بن محمد بن سعود الكبير وله من الأبناء الأميرة مضاوي ، الأمير محمد ، الأميرة هيفاء ، الأمير عبدالله) ، الأميرة غادة (كانت متزوجة من الأمير فيصل بن فهد بن عبدالله بن محمد ولها من الأبناء الأمير فهد، الأمير سعود، والأميرة ريما) ، الأمير نايف. ومتزوج من الأميرة سلوى بنت ناصر بن عبدالرحمن آل ثنيان وله من الأبناء الأمير سلمان ، الأمير محمد (متزوج من كريمة الامير تركي بن محمد بن سعود الكبير) ، الأمير فهد (متزوج من الأميرة سارة بنت منصور بن متعب بن عبدالعزيز) ، الأمير فيصل ، الأميرة سارة ، الأميرة نورة (متزوجة من الأمير محمد بن سعود بن نايف بن عبدالعزيز ولها الأمير سعود)
- الأميرة منيرة بنت سعد الأول بن عبد الرحمن آل سعود.
- الأميرة حصة بنت سعد الأول بن عبد الرحمن آل سعود.
- الأمير فهد الثاني بن سعد الأول بن عبد الرحمن آل سعود. متزوج من الأميرة العنود بنت عبد العزيز آل سعود.